# More (Shropshire)
More – wieś i civil parish w Anglii, w hrabstwie Shropshire. W 2011 civil parish liczyła 121 mieszkańców.